# Jin Feidi
Jin Feidi (晉廢帝, Jìn Fèidì, Sima Ruan, Sima Yi; * um 342; † 23. November 386) war von 365 bis 371 Kaiser von China. Er wurde im Winter 371 vom General Huan Wen (桓温) abgesetzt und zum König von Haidong degradiert. Später wurde er zum Herzog vom Haixi weiter degradiert.
| Vorgänger | Amt                      | Nachfolger |
| --------- | ------------------------ | ---------- |
| Ai        | Kaiser von China 365–371 | Jianwen    |

| Personendaten    | Personendaten                 |
| ---------------- | ----------------------------- |
| NAME             | Jin Feidi                     |
| ALTERNATIVNAMEN  | Jìn Fèidì; Sima Ruan; Sima Yi |
| KURZBESCHREIBUNG | Kaiser von China              |
| GEBURTSDATUM     | um 342                        |
| STERBEDATUM      | 23. November 386              |